# Brachysyllis japonica
Brachysyllis japonica är en ringmaskart som beskrevs av Imajima och Hartman 1964. Brachysyllis japonica ingår i släktet Brachysyllis och familjen Syllidae. Inga underarter finns listade i Catalogue of Life.